# أدب اليونان
تعود جذور الأدب اليوناني إلى بدايات الأدب اليوناني القديم في العام 800 قبل الميلاد وحتى الأدب اليوناني الحديث في يومنا هذا.
كُتب الأدب اليوناني القديم باللهجة اليونانية القديمة، ويمتد هذا النوع من الأدب من أقدم الأعمال المكتوبة الباقية وحتى الأعمال التي كُتبت في القرن الخامس الميلادي تقريبًا. تنقسم هذه الحقبة الزمنية إلى فترة ما قبل الكلاسيكية، والفترة الكلاسيكية، والفترة الهلنستية، والفترة الرومانية. ركّز الأدب اليوناني ما قبل الكلاسيكي على الأساطير في المقام الأول، وتُعتبر أعمال هوميروس مثل الإلياذة والأوديسة مثالًا على ذلك. شهدت الفترة الكلاسيكية بروزًا للدراما والتاريخ، ويُعد كل من سقراط وأفلاطون وأرسطو أشهر فلاسفة تلك الفترة. انطوت الفترة الرومانية على مساهمات عدة في نطاق مجموعة متنوعة من المواضيع، بما في ذلك التاريخ والفلسفة والعلوم. 
كُتب الأدب البيزنطي –أي أدب الإمبراطورية البيزنطية- باللهجة الأتيكية اليونانية، ويونانية القرون الوسطى، واليونانية الحديثة. ازدهرت كتابة السجلات التاريخية –وليس السير التاريخية- في تلك الفترة، فضلًا عن ازدهار الموسوعات أيضًا.
كُتب الأدب اليوناني الحديث باللهجة اليونانية الحديثة المتداولة. تُعتبر قصيدة إيروتوكريتوس التي كُتبت في عصر النهضة الكريتية واحدةً من أهم الأعمال في تلك الفترة الزمنية. يُعد كل من أدامانتيوس كوريس وريغاس فيرايوس اثنين من الشخصيات البارزة حينها. 

## الأدب اليوناني القديم (800 قبل الميلاد - 350 بعد الميلاد)
يشير مصطلح الأدب اليوناني القديم إلى الأدب المكتوب باللهجات اليونانية القديمة. يمتد هذا النوع من الأدب من أقدم الأعمال الباقية المكتوبة باللغة اليونانية وحتى الأعمال التي كُتبت في القرن الخامس الميلادي. انبثقت اللغة اليونانية عن اللغة الهندية الأوروبية البدائية، إذ يُمكن اعتبار ثلثي كلمات الأولى بمثابة إحياء للأخيرة. استُخدمت العديد من الأبجديات ونظم الكتابة المقطعية للتعبير عن اللغة اليونانية، لكن كُتب ما نجا من الأدب اليوناني بأبجدية مستمدة من الفينيقيين، إذ ظهرت هذه الأبجدية بدايةً في إيونية اليونانية قبل أن تتبناها أثينا بالكامل بحلول القرن الخامس قبل الميلاد. 

### ما قبل الكلاسيكية (800 قبل الميلاد – 350 قبل الميلاد)
اتسمت الأعمال الأدبية اليونانية القديمة بطبيعتها الشفوية إلى حد ما، بينما اتصفت الأعمال الأدبية الأقدم بأنها شفوية بالكامل. ابتكر اليونانيون الشعر قبل استخدامهم الكتابة لأغراض أدبية. كُتبت القصائد في الفترة ما قبل الكلاسيكية بغرض الغناء والإلقاء (كانت الكتابة مغمورة قبل القرن السابع قبل الميلاد). تمحورت معظم القصائد حول الأساطير والخرافات، إذ كانت مزيجًا بين الحكايات الخرافية والدينية. لم تبرز التراجيديا والكوميديا حتى العام 600 قبل الميلاد تقريبًا. 
برزت أعمال هوميروس باعتبارها أولى الأعمال الأدبية اليونانية، مثل الإلياذة والأوديسة. يوجد اختلاف في تواريخ كتابة هذين العملين، لكن لم يجري التعديل عليهما حتّى العام 800 قبل الميلاد أو بعده تقريبًا. اعتُبر الشاعر هيسيود أحد الشخصيات البارزة في تلك الفترة، إذ نجا من أعماله كل من الأعمال والأيام وثيوغونيا.

### الكلاسيكية (500 قبل الميلاد – 323 قبل الميلاد)
غذت الأنواع الأدبية الغربية أكثر شهرةً خلال الفترة الكلاسيكية. برز في هذه الفترة كل من الشعر الوجداني، والقصائد الغنائية، والأدب الرعوي، والمرثيات، والإبيجراما، والعروض المسرحية الكوميدية والتراجيدية، والسير التاريخية، والمقالات البلاغية، والجدلية الفلسفية، والمقالات الفلسفية. 
كان كل من صافو وبندار أبرز الشعراء الوجدانين في تلك الفترة. لم ينج سوى القليل من التراجيديات التي كُتبت ومٌثلت في تلك الفترة الزمنية، مثل المسرحيات التي ألفها كل من إسخيلوس وسوفوكليس ويوربيديس.
انبثقت الكوميديا من الطقوس التي مورست تكريمًا لديونيسوس. كانت هذه المسرحيات غنية بالفحش والإساءات والإهانات. تُعتبر مسرحيات أريستوفان الناجية بمثابة كنز نفيس من العروض الكوميدية. 
كان كل من هيرودوت وثوقيديدِس مؤرخين مؤثرين في هذه الفترة، جنبًا إلى جنب مع كسينوفون الذي كتب «هيلينيكا»، الكتاب الذي اعتُبر بمثابة امتداد لأعمال ثوقيديدِس.
تجسّدت أفضل الإنجازات النثرية في القرن الرابع قبل الميلاد في الكتابات الفلسفية. ازدهرت الفلسفة اليونانية خلال الفترة الكلاسيكية، واعتُبر سقراط وأفلاطون وأرسطو أكثر فلاسفة تلك الفترة شهرةً.

## معرض صور

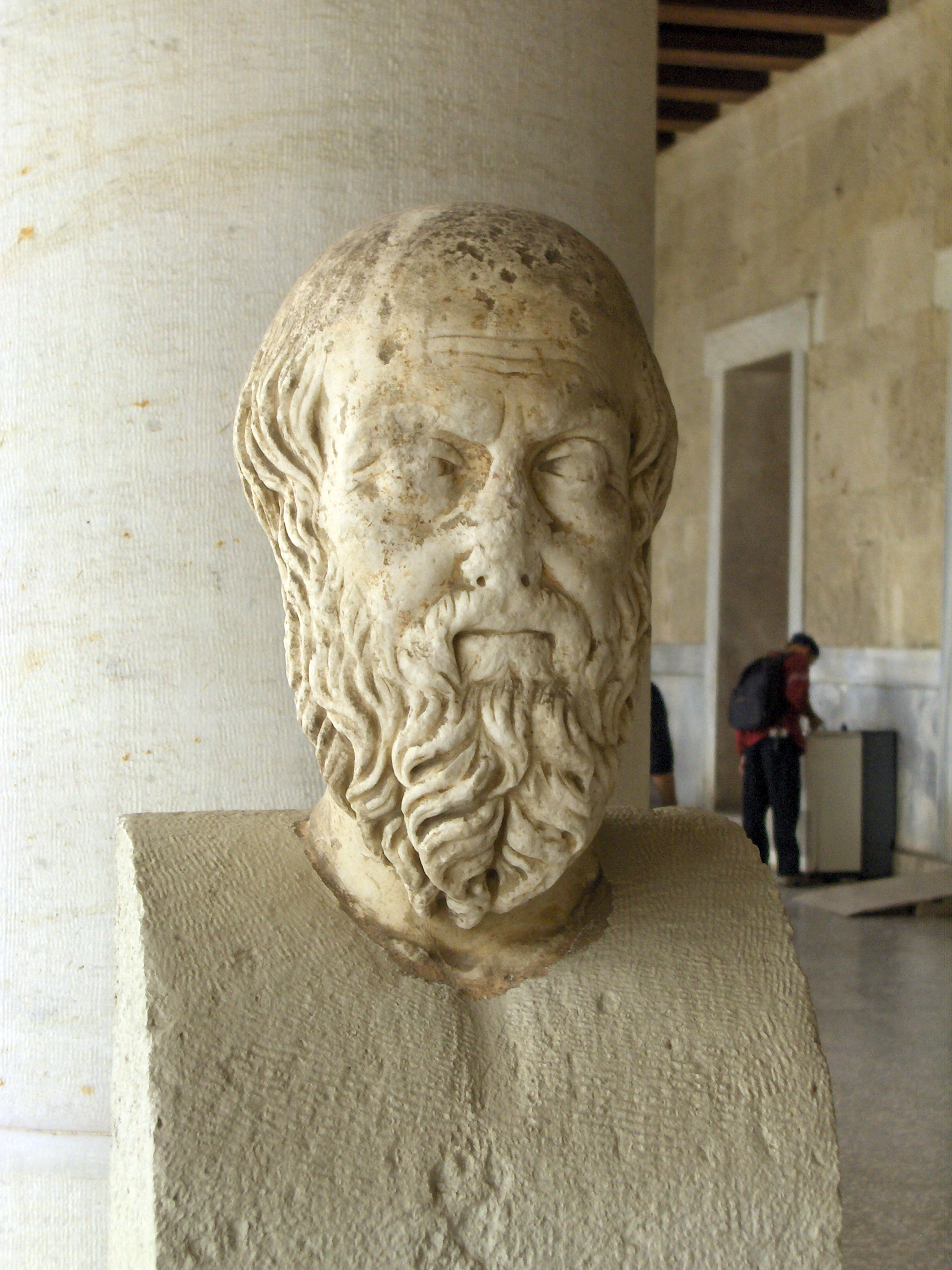
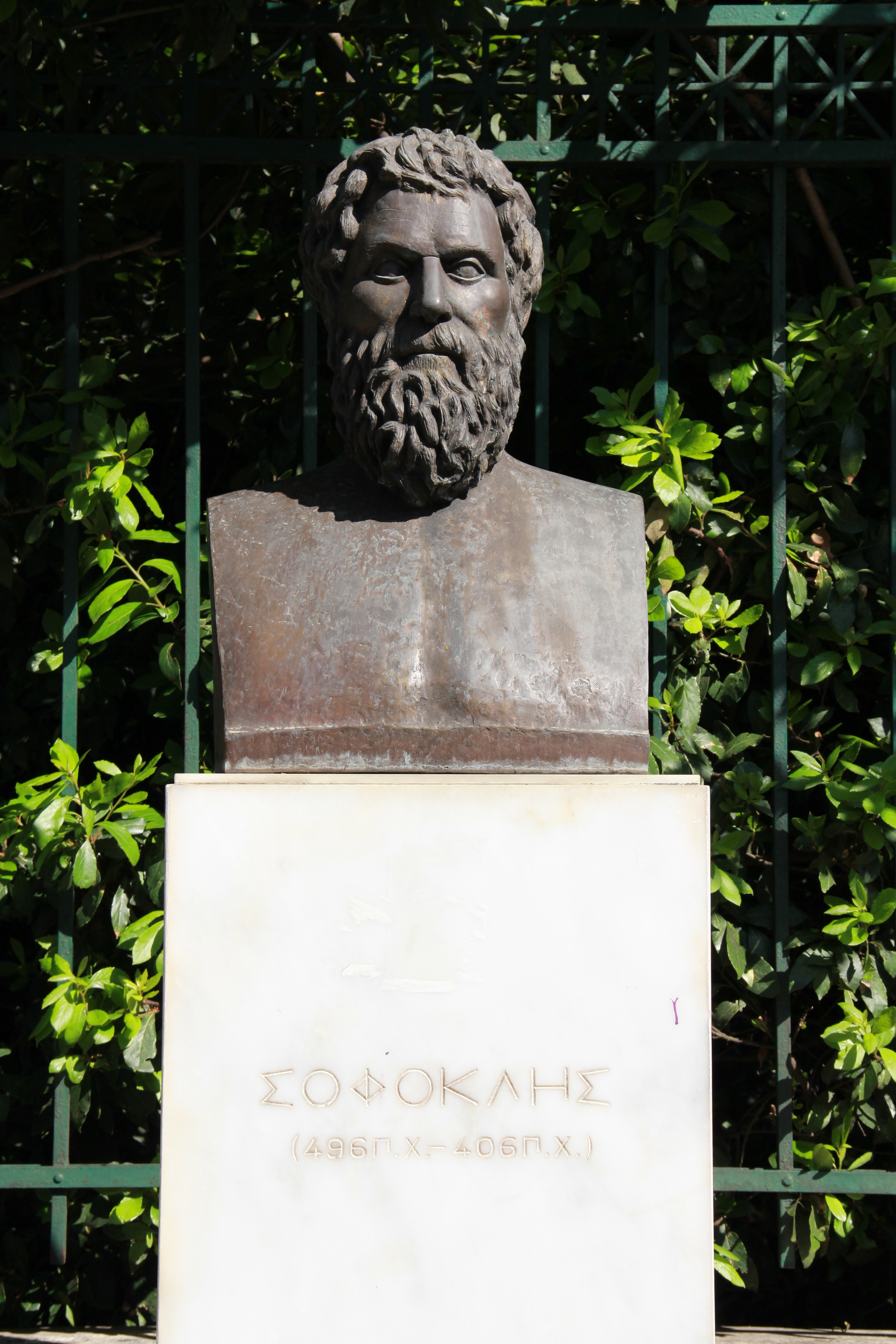
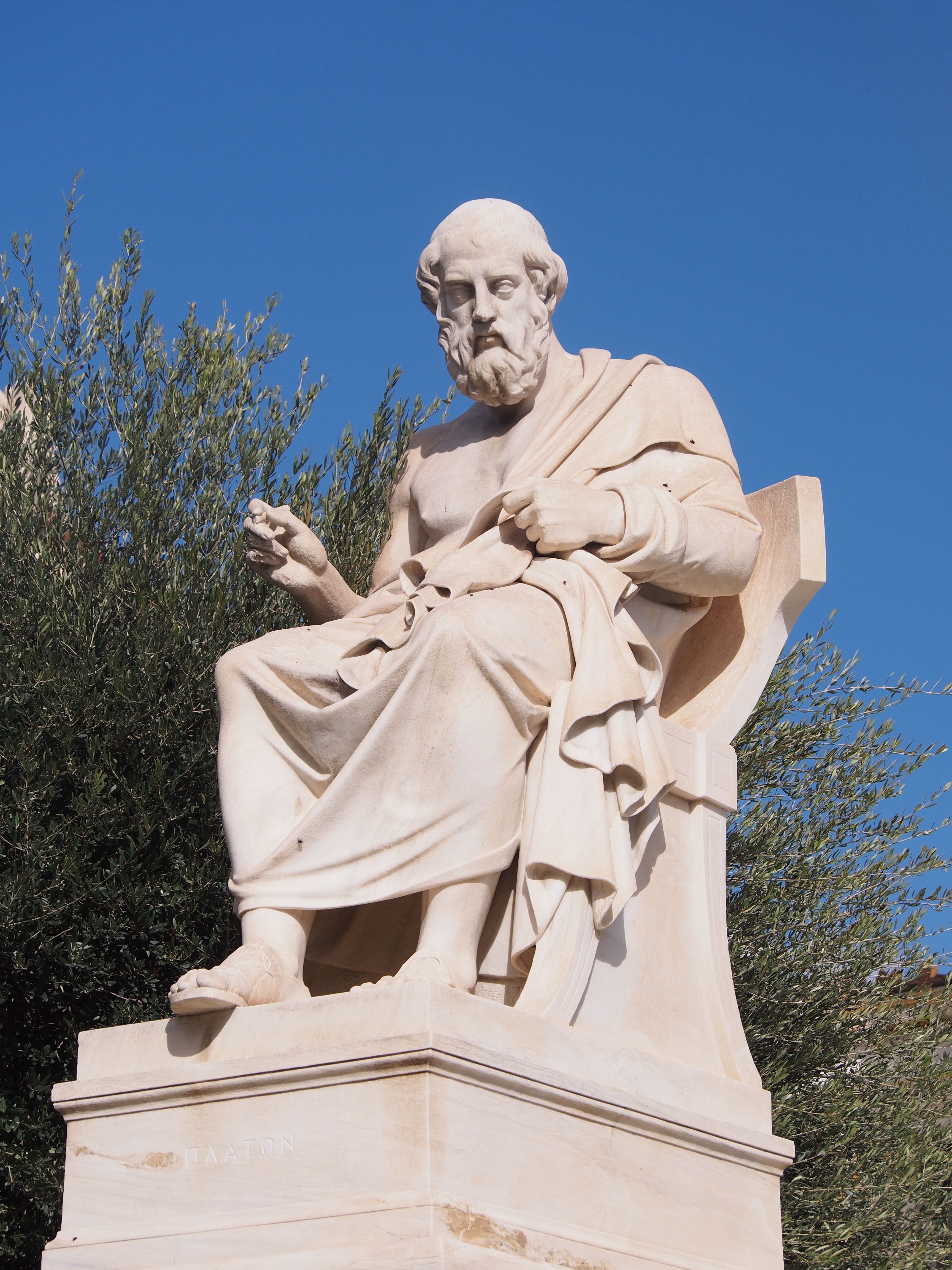